# Lagonda 4½ Litre
Lagonda 4½ Litre är en personbil, tillverkad av den brittiska biltillverkaren Lagonda mellan 1933 och 1939.

## M45
Lagonda presenterade sin nya toppmodell M45 i september 1933. Chassit hämtades närmast rakt av från företrädaren 3 Litre som hade tillverkats sedan 1927. Det var ett mycket enkelt och gammaldags chassi, med stela axlar, stenhård fjädring och mekaniska bromsar. Den stora sexan köptes in från den fristående motortillverkaren Meadows. Ett år senare tillkom sportmodellen Rapide, med trimmad motor och enklare, lätta karosser.
Den stora Lagondan var ingen tävlingsbil utan var avsedd för snabb landsvägskörning. Trots det kördes bilen i många brittiska tävlingar och 1935 vann Johnny Hindmarsh och Luis Fontés tjugofyratimmarsloppet på Le Mans med en Rapide. Det lär ha överraskat Lagonda själva lika mycket som konkurrenterna.

## LG45
I mitten av trettiotalet köptes Lagonda upp av Alan Good. En av hans första åtgärder var att anställa W O Bentley som chefskonstruktör. Bentleys första uppgift blev att modernisera 4½ Litre-modellen. Hösten 1935 presenterades resultatet, LG45. Genom att använda mjukare motorfästen och modifiera fjädringen lyckades Bentley få till en betydligt mer komfortabel bil som bättre kunde matcha konkurrensen.

## LG6
Hösten 1937 presenterades LG6. Bilen hade fått ett helt nytt chassi, med individuell hjulupphängning fram med torsionsstavar och hydrauliska bromsar. Det var egentligen samma bil som Bentleys V12-modell, men försedd med den gamla Meadows-motorn.

## Motor
| Modell | Motor              | Cylindervolym | Effekt | Bränslesystem    |
| ------ | ------------------ | ------------- | ------ | ---------------- |
| 45     | 6-cyl radmotor ohv | 4467 cm³      | 130 hk | Dubbla förgasare |
| Rapide | 6-cyl radmotor ohv | 4467 cm³      | 150 hk | Dubbla förgasare |

## Tillverkning
| Modell | Antal |
| ------ | ----- |
| M45    | 463   |
| LG45   | 278   |
| LG6    | 85    |